# Monoblastus discedens
Monoblastus discedens là một loài tò vò trong họ Ichneumonidae.